# Piet Holthuis
Pieter Hendrik (Piet) Holthuis (Oegstgeest, 24 januari 1944 − Maastricht, 4 juni 2019) was een Nederlands topambtenaar.

## Biografie
Na zijn doctoraal examen Nederlands recht in 1968 aan de Leidse universiteit werkte Holthuis als advocaat en daarna gedurende bijna dertig jaar voor twee ministeries. Eerst trad hij in dienst van het ministerie van Onderwijs, Cultuur en Wetenschap waar hij directeur Arbeidsvoorwaardenbeleid was, vanaf 1991 tevens plaatsvervangend secretaris-generaal; hij zette vooral een stempel op de arbeidsvoorwaarden voor het onderwijzend personeel, ook voor vrouwen en deeltijdpersoneel, en op de pensioenen voor onderwijspersoneel. Vanaf 1 december 1995 werd hij er secretaris-generaal; daar droeg hij bij aan de discussie over de plaats van het ministerie. In zijn laatste functie werd hem gebrek aan ambitie verweten, een 'circulairecultuur' en starheid; bovendien was er in zijn laatste jaren een enorme leegloop van jong talent bij het ministerie die deels aan zijn bestuur geweten werd. Hij behield die functie tot 2000 waarna hij directeur-generaal Wetgeving, rechtspleging en rechtsbijstand werd bij het ministerie van Justitie, waar hij zich onder andere bezighield met de plaatsbepaling van het International Criminal Court. Hij ging in 2006 met vervroegd pensioen.
Sinds 1 januari 1981 was hij tevens plaatsvervangend voorzitter en lid van de Raad van Toezicht van het ABP, en voerde toen verscherpt toezicht uit, volgend op het in opspraak zijn gekomen van het ABP wegens het onverantwoord aankopen van onroerend goed. Holthuis was in de jaren 1990 tevens bestuurslid van de Nationale Reisopera.
Mr. P.H. Holthuis overleed in 2019 op 75-jarige leeftijd.